# Bronka Klibańska
Bronka Klibańska, de domo Winnicka (ur. 24 stycznia 1923 w Grodnie, zm. 23 lutego 2011 w Jerozolimie) – żydowska łączniczka ruchu oporu podczas II wojny światowej, badaczka w Jad Waszem.

## Życiorys
Urodziła się 24 stycznia 1923 roku w Grodnie, w rodzinie Lejba i Basi Winnickich. Jej ojciec zajmował się handlem bydłem, a matka przed małżeństwem trudniła się aktorstwem. Antysemickie rozruchy, podczas których zniszczono rodzinny sklepik, zmotywowały nastoletnią Winnicką do włączenia się w działania syjonistycznej organizacji młodzieżowej Dror by przygotować się do aliji. W czerwcu 1941 roku jej dom rodzinny zniszczył ostrzał podczas przejęcia Grodna przez Niemców.
Po utworzeniu getta w Grodnie zaczęła wymykać się za jego granice by zdobywać pożywienie. Mówiła po polsku bez akcentu, a jej blond włosy i niebieskie oczy nadawały jej „aryjskiego” wyglądu, co ułatwiało jej poruszanie się w innych częściach miasta. W styczniu 1942 roku poznała Mordechaja Tenenbauma, a w lutym została wezwana do Białegostoku na spotkanie przywódców Droru, dokąd dotarła sama, dzięki pomysłowości i odwadze w kontaktach z Niemcami. W kwietniu 1942 roku ponownie przedostała się do getta w Białymstoku na spotkanie przedstawicieli okolicznych gett organizowane przez Frumkę Płotnicką, po czym na prośbę Droru pozostała w Białymstoku. W listopadzie 1942 roku Winnicka została kurierką Droru, od końca 1942 roku przebywając po „aryjskiej” stronie, gdzie pracę znalazła jej łączniczka Tema Sznajderman. Jako łączniczka Żydowskiej Organizacji Bojowej za murami getta, do jej głównych zadań należało zdobycie broni dla planowanego zrywu (w sierpniu 1942 roku posiadano tylko jedną sztukę) i znalezienie bezpiecznej lokalizacji dla ukrycia archiwum getta poza jego terenem. Pomagała także zbiegłym Żydom, zbierała informacje dla podziemia oraz umożliwiała kontakt getta ze światem zewnętrznym. Posługiwała się pseudonimem „Jadwiga Szkibel”.
Na materiały archiwum getta zwanym Archiwum Mersika–Tenenbauma od nazwisk jego współorganizatorów Cwi Mersika i Tenenbauma, składały się relacje przesiedlonych Żydów i uciekinierów z okolicznych akcji likwidacyjnych, informacje na temat obozu zagłady w Treblince (relacje i dokumenty osobiste więźniów), dokumentacja Rady Żydowskiej, materiały dotyczące ruchu oporu, dzienniki Tenenbauma, a także materiały folklorystyczne i utwory literackie. Archiwum ukryto w trzech blaszanych skrzynkach zakopanych na posesji Polaka, dr. Bolesława Filipowskiego przy ul. Piasta 29. Winnicka stworzyła mapki umożliwiające późniejsze odnalezienie archiwów. 
Na początku powstania w getcie białostockim Winnicka poznała Chajkę Grossman i Marylkę Różycką, z którymi postanowiła połączyć siły przy organizowaniu pomocy dla ocalałych w ucieczce do okolicznych obozów partyzantów. Wkrótce dołączyły do nich komunistki Liza Czapnik i Ania Rod oraz Chasia Bornstein-Bielicka z Rywką Madajską reprezentujące Ha-Szomer Ha-Cair. Po upadku getta ich działalność poszerzyła się o pomoc dla Żydów z innych gett i obozów pracy. Wiosną 1944 roku jej grupa dołączyła do partyzantów współpracujących z Armią Czerwoną, dla których Winnicka zdobywała leki. W tym okresie poznała przyszłego męża Michała „Miszę” Klibańskiego, za którego wyszła za mąż po wojnie. 
Po wojnie z początku opiekowała się dziećmi w domu sierot żydowskich w Warszawie, po czym wyjechała z mężem do Szwajcarii, gdzie ukończyła studia. 
W 1953 roku zamieszkała w Izraelu. Dwa lata później rozpoczęła pracę w Archiwum Jad Waszem, gdzie przez lata zajmowała się badaniem historii getta białostockiego i jako jedna z pierwszych zajęła się inwentaryzacją Archiwum Mersika–Tenenbauma. Pracowała także nad inwentaryzacją dokumentów z Niemiec, Bałkanów, Węgier, Francji, Belgii i Słowacji. Z czasem dołączyła do Rady Jad Waszem. Odegrała kluczową rolę w zachowaniu i publikacji dzienników Tenenbauma. W 2002 roku opublikowała zbiór wspomnień i listów miłosnych pisanych z Tenenbaumem pt. Ariadne. 
Zmarła 23 lutego 2011 roku w Jerozolimie.
W 2020 roku została upamiętniona na muralu na budynku Szkoły Podstawowej nr 20 im. gen. Władysława Sikorskiego w Białymstoku.